# Deconstructed
Deconstructed é o segundo extended play (EP) da cantora e compositora norte-americana Kesha, lançado a 4 de Dezembro de 2012 nos Estados Unidos como um disco bónus de uma versão de Warrior, o segundo álbum de estúdio da artista, disponibilizada para os fãs da artista. O seu lançamento digital ocorreu apenas em meados de Fevereiro do ano seguinte. O EP acústico consiste em cinco obras, das quais duas fizeram parte do alinhamento de Cannibal (2010), duas fazem parte de Warrior, e ainda uma versão inédita da canção "Old Flames Can't Hold a Candle to You", co-composta pela mãe de Kesha, Pebe Sebert, para a cantora norte-americana Dolly Parton em 1980. Uma caça-ao-tesouro foi promovida pela editora discográfica de Kesha para divulgar o lançamento de Deconstructed, a partir da qual foi lançada a versão acústica da canção "Die Young". O álbum foi recebido com opiniões universalmente positivas, com vários críticos especialistas em música contemporânea vangloriando a voz e habilidades vocais da cantora, bem como a sua produção minimalista. De facto, a versão acústica de "Old Flames Can't Hold a Candle to You" foi apontada por vários críticos como o destaque do EP.

## Antecedentes e lançamento

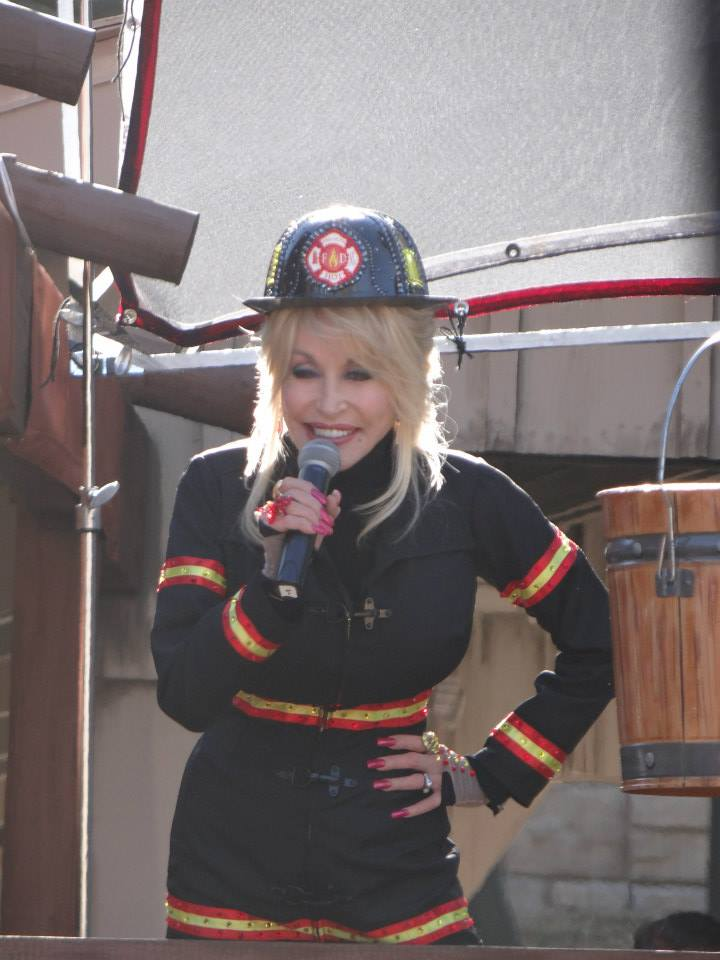
A versão acústica de "Old Flames Can't Hold a Candle to You", co-composta pela mãe de faixa para ser gravada por Dolly Parton (imagem), foi a única faixa nova apresentada em Deconstructed.

Em Junho de 2010, Kesha discutiu sobre o seu segundo álbum de estúdio com a MTV News. Durante a entrevista, revelou que já tinha começado a pensar no projecto e explicou que iria diferir do seu primeiro trabalho de estúdio, especificamente comentando que iria reflectir o seu crescimento: "Definitivamente haverá uma diferença. Eu estou sempre a mudar e a envolver-me e porque eu escrevo todas as minhas canções isso se irá reflectir na gravação. Eu irei continuar divertida e jovem e irreverente." Após o lançamento do seu primeiro álbum, Animal (2010), a cantora embarcou na sua primeira digressão mundial, a Get Sleazy Tour, ao longo de 2011. Enquanto em digressão, começou a compor temas para o próximo álbum, mas as gravações e outros trabalhos não iriam ter início até que completasse os concertos. Em Março do ano seguinte, a artista revelou em uma entrevista com a Beatweek Magazine que já havia escolhido o título para o seu projecto: Spandex on the Distant Horizon. Contudo, segundo um comunicado de imprensa publicado em Maio de 2012 pela revista Billboard, o disco estava sem título. A 18 de Setembro de 2012, através das suas contas nas redes sociais Twitter e Instagram, Kesha começou a anunciar letras, que acreditavam ser tiradas do título do álbum, aludindo ao nome do projecto, "Warrior". Isto foi mais tarde confirmado quando ela anunciou no Twitter a data de lançamento do mesmo.
A 14 de Novembro de 2012, foi revelado que seria lançado um extended play (EP) acústico para acompanhar o lançamento de Warrior, com a data de lançamento para os dois sendo marcada para 4 de Dezembro do mesmo ano. Contudo, o EP seria lançado apenas na página online da cantora nos Estados Unidos. Este disco iria consistir em versões acústicas de músicas de Warrior e ré-gravações de lançamentos anteriores da artista. Deconstructed, o título do EP, foi lançado como um disco bónus juntamente com a edição de Warrior disponibilizada para os fãs de Kesha. O seu lançamento digital ocorreu a 5 de Fevereiro de 2013, com o seu alinhamento de faixas consistindo em cinco obras, das quais duas fizeram parte do alinhamento do EP Cannibal (2010), duas fazem parte de Warrior, e uma versão inédita da canção "Old Flames Can't Hold a Candle to You", co-composta pela mãe da artista, Pebe Sebert, para a cantora norte-americana Dolly Parton em 1980. Esta canção fora lançada através de uma caça-ao-tesouro promovida pela RCA Records como forma de divulgar Warrior a 30 de Novembro de 2012. A versão acústica de "Die Young" também foi lançada, uns dias antes, como parte desta promoção. A 14 de Novembro de 2012, foi divulgada online ilegalmente a versão acústica de "Supernatural".
Warrior foi finalmente lançado na Oceânia a 30 de Novembro de 2012 e nos Estados Unidos a 4 de Dezembro seguinte, juntamente com Deconstructed.

## Análises da crítica
"Estamos acostumados a ouvir Ke$ha com sintetizadores, versos em rap, e auto-tune exagerado. Deconstructed é o oposto. Os versos em rap e o auto-tune foram eliminados e, enquanto alguns dos sintetizadores ainda estejam presentes, são bastante leves, deixando muito espaço para que os vocais de Ke$ha possam brilhar, e como eles brilham. É difícil de acreditar, mas por detrás de todo aquela purpurina, bebida e maquilhagem, Ke$ha tem uma voz incrível. É crua. Cativante. E completamente inesperada vindo de uma rapariga que canta sobre beber como se não houvesse um amanhã. Quando você se curar do choque inicial e começar a escutar cada canção, ficará ainda mais fascinado e incrédulo por isto vir de Ke$ha."

— Patrick Wright expressando a sua opinião sobre Deconstructed.
Sophie Turner, para o portal Hit the Floor, achou que "embora você pudesse pensar que estas faixas não fossem funcionar sem uma linha do baixo pesada, a voz de Ke$ha é surpreendentemente encantadora, com a falta do autotune acentuando as suas incríveis capacidades vocais. ...Ke$ha dá à estas faixas um significado completamente diferente e revela um lado completamente diferente, e nós amámo-lo!" Turner apontou "Old Flames Can't Hold a Candle to You" como o destaque do álbum pois  "demonstra a versatilidade da cantora ao pegar este êxito country e eleva a fasquia para o resto do EP." Pip Elwood-Hughes, para o Entertainment Focus, descreveu Deconstructed como "Ke$ha sem todas aquelas sirenes e assobios. Ela leva todas as canções de volta às suas raízes, remove os efeitos de voz e apenas canta." O resenhista elogiou o desempenho da artista em "Old Flames Can't Hold a Candle to You", tendo declarado que ficou "maravilhado" pela sua interpretação de uma canção country, e apontou "The Harold Song" como o "melhor momento" do EP devido aos vocais fortes de Kesha. Patrick Wright, para o Seeds Entertainment, vangloriou as interpretações acústicas de "Supernatural" e "Blow", comentando que soam nada como as suas versões originais. Além disso, achou que a versão de "Old Flames Can't Hold a Candle to You" foi uma "fantástica" inclusão ao álbum. Sam Lansky, para o blogue musical britânico Idolator, vangloriou a versão acústica de "The Harold Song", escrevendo que "a versão do álbum é divina, a produção de ambient pop é trocada por uma versão acústica sobressalente, a ausência do auto-tune revela um tremor gracioso na voz de Ke$ha." Jessica Sager, para o blogue PopCrush, partilhou esta opinião com Lansky.

## Alinhamento de faixas
O alinhamento de faixas de Deconstructed consiste em quatro versões acústicas de canções previamente lançadas de Ke$ha e ainda uma versão acústica da canção "Old Flames Can't Hold a Candle to You", co-composta em 1980 pela sua mãe, Pebe Sebert, para a cantora norte-americana Dolly Parton. As faixas "Supernatural" e "Die Young" foram lançadas no álbum Warrior (2012), enquanto "The Harold Song" e "Blow" foram inclusas no alinhamento de faixas do EP Cannibal (2010). Todas as canções de Deconstructed foram produzidas por Greg Kurstin.
| Deconstructed  |                                         |                                                                                |         |  |
| N.º            | Título                                  | Compositor(es)                                                                 | Duração |  |
| 1.             | "Old Flames Can't Hold a Candle to You" | Pebe Sebert Hugh Moffatt                                                       | 3:29    |  |
| 2.             | "Blow"                                  | Kesha Sebert Klas Åhlund Lukasz Gottwald Allan Grigg Benjamin Levin Max Martin | 3:12    |  |
| 3.             | "The Harold Song"                       | K. Sebert Joshua Coleman                                                       | 4:55    |  |
| 4.             | "Die Young"                             | K. Sebert L. Gottwald B. Levin Nate Ruess Henry Walter                         | 3:22    |  |
| 5.             | "Supernatural"                          | K. Sebert L. Gottwald H. Walter M. Martin Bonnie McKee                         | 4:27    |  |
| Duração total: | Duração total:                          | Duração total:                                                                 | 19:28   |  |

## Créditos e pessoal
Os créditos seguintes foram adaptados do encarte do EP Deconstructed:
- Composição: Klas Åhlund, Joshua Coleman, Lukasz Gottwald, Alan Grigg, Benjamin Levin, Max Martin, Bonnie McKee, Hugh Moffatt, Nate Ruess, Kesha Sebert, Pebe Sebert, Henry Walter;
- Produção e arranjos: Greg Kurstin;
- Vocais: K. Sebert

## Histórico de lançamento
Deconstructed foi primeiramente lançado a 4 de Dezembro de 2012 nos Estados Unidos como um disco bónus da edição de Warrior disponibilizada para os fãs de Kesha. A 30 de Janeiro do ano seguinte, foi disponibilizado no Japão também em formato físico. Apenas seis dias depois é que foi finalmente divulgada mundialmente a sua versão digital na iTunes Store e Amazon.
| Região         | Data                   | Formato          | Editora discográfica           |
| -------------- | ---------------------- | ---------------- | ------------------------------ |
| Estados Unidos | 4 de Dezembro de 2012  | CD               | Sony Music Entertainment       |
| Japão          | 30 de Janeiro de 2013  | CD               | Sony Music Entertainment Japan |
| Alemanha       | 5 de Fevereiro de 2013 | Download digital | RCA Label Group                |
| Brasil         | 5 de Fevereiro de 2013 | Download digital | RCA Label Group                |
| Espanha        | 5 de Fevereiro de 2013 | Download digital | RCA Label Group                |
| Estados Unidos | 5 de Fevereiro de 2013 | Download digital | Sony Music Entertainment       |
| França         | 5 de Fevereiro de 2013 | Download digital | RCA Label Group                |
| Itália         | 5 de Fevereiro de 2013 | Download digital | RCA Label Group                |
| Portugal       | 5 de Fevereiro de 2013 | Download digital | RCA Label Group                |
| Reino Unido    | 5 de Fevereiro de 2013 | Download digital | RCA Label Group                |